# Пастон, Марк
Марк Нельсон Пастон (англ. Mark Nelson Paston; 13 декабря 1976, Хейстингс) — новозеландский футболист, вратарь.
Свою карьеру Пастон начал в клубе «Нейпир Сити Роверс», в 2003 году он перебрался на Британские острова, но проведя по одному сезону в клубах: «Брэдфорд Сити», «Уолсолл» и «Сент-Джонстон», и не сумев не в одном из них закрепится в основном составе Пастон возвращается в Новую Зеландию. Проведя один сезон в клубе «Нью Зиланд Найтс», он после его расформирования в 2007 году перешёл в клуб «Веллингтон Феникс».
В национальной сборной Марк Пастон дебютировал 21 сентября 1997 года в матче со сборной Индонезии, но основным вратарём сборной Новой Зеландии ему удалось стать лишь спустя 12 лет. К концу карьеры Пастон провёл 36 матчей за сборную. На чемпионате мира 2010 года Пастон пропустил 2 гола в трёх матчах, и во многом благодаря ему, новозеландская команда не потерпела ни одного поражения.